# Lostprophets
Lostprophets (někdy také psáno jako lostprophets, původně lozt prophetz) byla velšská rocková hudební skupina, která vznikla v roce 1997 ve městě Pontypridd. Skupinu založili zpěvák Ian Watkins, baskytarista Mike Lewis, bubeník Mike Chiplin a kytarista Lee Gaze, původně jako vedlejší projekt hardcoreové skupiny Public Disturbance. Za dobu své činnosti vydala skupina pět studiových alb, poslední se jmenuje Weapons a bylo vydáno 2. dubna 2012. Celkem kapela prodala přes 4 miliony kusů alb.
Dva hity kapely, „Last Train Home“ a „Rooftops“, se umístily v první desítce hitparády UK Singles Chart a první jmenovaný dosáhl čela žebříčku alternativních písní časopisu Billboard a zároveň se dostal na 75. pozici Hot 100.
V prosinci 2012 byl zpěvák Watkins obviněn ze zneužívání dětí, k čemuž se následně doznal a byl odsouzen na devětadvacet let do vězení. V důsledku toho ukončila v říjnu 2013 skupina svojí činnost. V dubnu 2014 založili zbylí členové s novým zpěvákem Geoffem Ricklym skupinu No Devotion.

## Diskografie

### Studiová alba
- Thefakesoundofprogress (2000)
- Start Something (2003)
- Liberation Transmission (2006)
- The Betrayed (2010)
- Weapons (2012)

### Singly
- Shinobi vs. Dragon Ninja (2001)
- The Fake Sound of Progress (2002)
- Burn Burn (2003)
- Last Train Home (2004)
- Wake Up (Make a Move) (2004)
- Last Summer (2004)
- "Rooftops (A Liberation Broadcast)" (2006)
- A Town Called Hypocrisy (2006)
- Can't Catch Tomorrow" (2006)
- 4:AM Forever (2007)
- It's Not the End of the World, But I Can See It from Here" (2009)
- Where We Belong (2010)
- For He's a Jolly Good Felon (2010)
- Bring 'Em Down (2012)
- We Bring An Arsenal (2012)

### EP
- Here Comes The Party (1997)
- Para Todas Las Putas Celosas (1998)
- The Fake Sound Of Progress  (1999)